# Fahrtauglichkeitsuntersuchung
Eine Fahrtauglichkeitsuntersuchung ist für alle Bewerber um eine Fahrerlaubnis bzw. für die Erneuerung / Verlängerung einer bestehenden Fahrerlaubnis gesetzlich vorgeschrieben. Der Umfang und gegebenenfalls die Wiederkehr  der Untersuchung hängt von der jeweiligen Fahrerlaubnisklasse ab. Die Fahrtauglichkeitsuntersuchung sollte nicht verwechselt werden mit der Medizinisch-Psychologischen Untersuchung. 

## Vorgeschriebene Untersuchungen
EU-Recht
Gemäß Anhang III der aktuellen Führerscheinrichtlinie 2006/126/EG sind die Untersuchungen wie folgt geregelt:
| Fahrerlaubnisklasse            | ärztliche Untersuchung        | Untersuchung des Sehvermögens |
| ------------------------------ | ----------------------------- | ----------------------------- |
| A, A1, A2, AM, B, BE, B1       | nur in begründeten Fällen     | bei Erteilung oder Erneuerung |
| C, CE, C1, C1E, D, DE, D1, D1E | bei Erteilung oder Erneuerung | bei Erteilung oder Erneuerung |

Regelungen in Deutschland
In Deutschland sind die erforderlichen Untersuchungen durch § 11 und § 12 der Fahrerlaubnis-Verordnung geregelt:
| Fahrerlaubnisklasse            | ärztliche Untersuchung          | Untersuchung des Sehvermögens                                 |
| ------------------------------ | ------------------------------- | ------------------------------------------------------------- |
| A, A1, A2, AM, B, BE, L, T     | nur in begründeten Fällen       | bei Erteilung ("Sehtest", z. B. beim Augenoptiker)            |
| C, CE, C1, C1E, D, DE, D1, D1E | bei Erteilung oder Verlängerung | bei Erteilung oder Verlängerung (ärztlich bzw. augenärztlich) |

## Umfang der Untersuchungen
Der medizinische Teil umfasst die allgemeine Prüfung, ob Krankheiten vorliegen, die mit plötzlichen Störungen des Bewusstseins einhergehen (Epilepsie, Diabetes mellitus usw.). Auch sollten keine Lähmungen bestehen und alle vier Extremitäten koordiniert bewegt werden können.
Noch wichtiger ist der augenärztliche Teil, in dem die Sehkraft, vor allem aber auch das räumliche Sehen nachgewiesen werden. Dieser Teil ist gelegentlich die höhere Hürde für ältere Menschen, weil naturbedingt die Sehkraft im Alter nachlässt.
Für bestimmte Fälle ist ein psycho-funktionaler Leistungstest gemäß Anlage 5, Ziffer 2 der Fahrerlaubnisverordnung vorgeschrieben. Dieser Test soll die besondere Eignung des Fahrers zum Personentransport prüfen, wozu die Belastbarkeit, die Orientierungs-, Konzentrations- und Aufmerksamkeitsleistung sowie die Reaktionsfähigkeit gemessen werden. Busfahrer müssen diesen Test ab dem 50. Lebensjahr regelmäßig ablegen, Taxi-, Mietwagen- und Krankenwagenfahrer ab dem 60. Lebensjahr. Dieser Test stellt die höchsten Anforderungen von allen deutschen Vorschriften zur Fahrerlaubniserteilung. Es sollen damit nicht (mehr) leistungsfähige Fahrer vom Führen von Bussen und anderen Fahrzeugen zur Fahrgastbeförderung ausgeschlossen werden.

## Andere Gründe
Eine Fahrtauglichkeitsuntersuchung kann auch für  andere Führerscheininhaber von der Führerscheinstelle angeordnet werden, allerdings nicht ohne triftigen Grund. Meist dürfte es sich um Auffälligkeiten bei Unfällen handeln.